# Alpské lyžování na Zimních olympijských hrách 2018 – slalom muži
Slalom mužů na Zimních olympijských hrách 2018 se konal ve čtvrtek 22. února 2018 jako poslední pátý mužský závod v alpském lyžování jihokorejské olympiády na sjezdovce Duha lyžařského střediska Jongpchjong, ležícího v okresu Pchjongčchang. Zahájení prvního kola proběhlo v 10.00 hodin místního času a start druhého kola pak ve 13.30 hodin. Přihlášeno bylo 108 lyžařů ze 67 zemí, z nichž dva nenastoupili na start. Šedesát jedna závodníků nedojelo do cíle, na čemž se podle českých slalomářů podílela rychlá trať prvního kola vytyčená trenérem Pircherem.
Obhájcem zlata byl rakouský dvojnásobný mistr světa z této disciplíny Mario Matt, který nestartoval. Hlavní favorité závodu a obhájci druhého a třetího místa ze Soči 2014, Nor Henrik Kristoffersen a rakouský úřadující mistr světa Marcel Hirscher, vypadli na trati. Kristoffersen první kolo vyhrál před Myhrerem, ale ve druhé fázi chyboval a skončil v poli poražených, když nedojel do cíle.

## Medailisté
Olympijským vítězem se stal švédský slalomář André Myhrer, který získal druhý olympijský kov po třetím místu z téže disciplíny ve Vancouveru 2010. Ve věku 35 let a 42 dní  se stal nejstarším mužským olympijským šampionem ve slalomu a překonal tak věkový rekord Maria Matta, jemuž v Soči 2014 při výhře bylo  34 let a 319 dní. Švéd titul komentoval slovy: „Vždycky jsem snil o zlaté medaili. Celý život jsem trénoval právě kvůli chvíli, jako je tato. Nevím, co říct.“  Švédové tak ovládli oba slalomy, když mezi ženami triumfovala jeho krajanka Frida Hansdotterová.
Stříbrnou medaili si odvezl 25letý Švýcar Ramon Zenhäusern, pro nějž to bylo první umístění na stupních vítězů z vrcholné akce. Bronzový dojel nejmladší z rakouské bratrské trojice 24letý Michael Matt, který získal také premiérový kov z velké světové události.
| Slalom muži  |                  |              |
| Zlato        | Stříbro          | Bronz        |
|              |                  |              |
| André Myhrer | Ramon Zenhäusern | Michael Matt |
| Švédsko      | Švýcarsko        | Rakousko     |

## Výsledky
| P | SČ  | závodník                      | stát                         | 1. kolo | 1. kolo | 2. kolo | 2. kolo | celkový výsledek | celkový výsledek |
| P | SČ  | závodník                      | stát                         | čas     | poř.    | čas     | poř.    | čas              | ztráta           |
| --- | --- | ----------------------------- | ---------------------------- | ------- | ------- | ------- | ------- | ---------------- | ---------------- |
| Zlatá medaile | 7   | André Myhrer                  | Švédsko                      | 47,93   | 2.      | 51,06   | 8.      | 1:38,99          | –                |
| Stříbrná medaile | 15  | Ramon Zenhäusern              | Švýcarsko                    | 48,66   | 9.      | 50,67   | 2.      | 1:39,33          | +0,34            |
| Bronzová medaile | 6   | Michael Matt                  | Rakousko                     | 49,00   | 12.     | 50,66   | 1.      | 1:39,66          | +0,67            |
| 4. | 24  | Clement Noel                  | Francie                      | 48,58   | 7.      | 51,12   | 10.     | 1:39,70          | +0,71            |
| 5. | 10  | Alexis Pinturault             | Francie                      | 48,54   | 6.      | 51,18   | 11.     | 1:39,72          | +0,73            |
| 6. | 16  | Victor Muffat-Jeandet         | Francie                      | 48,34   | 3.      | 51,41   | 14.     | 1:39,75          | +0,76            |
| 7. | 35  | Kristoffer Jakobsen           | Švédsko                      | 48,74   | 10.     | 51,20   | 12.     | 1:39,94          | +0,95            |
| 8. | 1   | Daniel Yule                   | Švýcarsko                    | 48,88   | 11.     | 51,24   | 13.     | 1:40,12          | +1,13            |
| 9. | 13  | Dave Ryding                   | Velká Británie               | 49,09   | 13.     | 51,07   | 9.      | 1:40,16          | +1,17            |
| 10. | 8   | Sebastian Foss-Solevåg        | Norsko                       | 48,53   | 5.      | 51,65   | 20.     | 1:40,18          | +1,19            |
| 11. | 9   | Marco Schwarz                 | Rakousko                     | 48,62   | 8.      | 51,57   | 19.     | 1:40,19          | +1,20            |
| 12. | 2   | Manfred Mölgg                 | Itálie                       | 48,40   | 4.      | 51,84   | 23.     | 1:40,24          | +1,25            |
| 13. | 20  | Leif Kristian Nestvold-Haugen | Norsko                       | 49,27   | 14.     | 51,04   | 7.      | 1:40,31          | +1,32            |
| 14. | 22  | Loïc Meillard                 | Švýcarsko                    | 49,63   | 19.     | 50,69   | 3.      | 1:40,32          | +1,33            |
| 15. | 12  | Manuel Feller                 | Rakousko                     | 49,35   | 16.     | 51,03   | 6.      | 1:40,38          | +1,39            |
| 16. | 3   | Stefano Gross                 | Itálie                       | 49,27   | 14.     | 51,44   | 16.     | 1:40,71          | +1,72            |
| 17. | 21  | Alexandr Chorošilov           | Olympijští sportovci z Ruska | 49,72   | 21.     | 51,01   | 5.      | 1:40,73          | +1,74            |
| 18. | 26  | David Chodounsky              | Spojené státy americké       | 49,43   | 17.     | 51,41   | 14.     | 1:40,84          | +1,85            |
| 19. | 11  | Mattias Hargin                | Švédsko                      | 49,71   | 20.     | 51,51   | 18.     | 1:41,22          | +2,23            |
| 20. | 17  | Fritz Dopfer                  | Německo                      | 49,79   | 22.     | 51,48   | 17.     | 1:41,27          | +2,28            |
| 21. | 44  | Istok Rodeš                   | Chorvatsko                   | 49,60   | 18.     | 51,81   | 22.     | 1:41,41          | +2,42            |
| 22. | 32  | Phil Brown                    | Kanada                       | 50,22   | 26.     | 51,72   | 21.     | 1:41,94          | +2,95            |
| 23. | 41  | Elias Kolega                  | Chorvatsko                   | 51,18   | 29.     | 50,94   | 4.      | 1:42,12          | +3,13            |
| 24. | 29  | Adam Žampa                    | Slovensko                    | 49,91   | 24.     | 52,36   | 26.     | 1:42,27          | +3,28            |
| 25. | 49  | Marco Pfiffner                | Lichtenštejnsko              | 51,09   | 28.     | 52,22   | 24.     | 1:43,31          | +4,32            |
| 26. | 51  | Laurie Taylor                 | Velká Británie               | 51,08   | 27.     | 52,33   | 25.     | 1:43,41          | +4,42            |
| 27. | 33  | Jung Dong-hyun                | Jižní Korea                  | 51,79   | 31.     | 53,28   | 28.     | 1:45,07          | +6,08            |
| 28. | 74  | Iason Abramašvili             | Gruzie                       | 52,69   | 35.     | 55,00   | 29.     | 1:47,69          | +8,70            |
| 29. | 25  | Erik Read                     | Kanada                       | 49,81   | 23.     | 58,74   | 34.     | 1:48,55          | +9,56            |
| 30. | 81  | Márton Kékesi                 | Maďarsko                     | 53,49   | 38.     | 55,56   | 30.     | 1:49,05          | +10,06           |
| 31. | 31  | Mark Engel                    | Spojené státy americké       | 56,18   | 43.     | 53,13   | 27.     | 1:49,31          | +10,32           |
| 32. | 78  | Simon Breitfuss Kammerlander  | Bolívie                      | 54,66   | 40.     | 55,76   | 31.     | 1:50,42          | +11,43           |
| 33. | 85  | Jurij Danilochkin             | Bělorusko                    | 55,42   | 41.     | 56,73   | 32.     | 1:52,15          | +13,16           |
| 34. | 61  | Mohammad Kiadarbandsari       | Írán                         | 55,66   | 42.     | 57,03   | 33.     | 1:52,69          | +13,70           |
| 35. | 57  | Andreas Žampa                 | Slovensko                    | 54,15   | 39.     | 59,43   | 36.     | 1:53,58          | +14,59           |
| 36. | 95  | Erjon Tola                    | Albánie                      | 58,00   | 45.     | 59,06   | 35.     | 1:5,06           | +18,07           |
| 37. | 89  | Michael Poettoz               | Kolumbie                     | 57,46   | 44.     | 1:00,00 | 37      | 1:57,46          | +18,47           |
| 38. | 94  | Arthur Hanse                  | Portugalsko                  | 58,26   | 46.     | 1:00,35 | 38      | 1:58,61          | +19,62           |
| 39. | 103 | Albin Tahiri                  | Kosovo                       | 1:00,80 | 48.     | 1:02,13 | 39      | 2:02,93          | +23,94           |
| 40. | 98  | Jevgenij Timofejev            | Kyrgyzstán                   | 1:01,56 | 49.     | 1:02,37 | 40      | 2:03,93          | +24,94           |
| 41. | 88  | Andrej Drukarov               | Litva                        | 59,40   | 47.     | 1:07,77 | 42      | 2:07,17          | +28,18           |
| 42. | 100 | Ašot Karapeťan                | Arménie                      | 1:02,47 | 50.     | 1:05,61 | 41      | 2:08,08          | +29,09           |
| 43. | 108 | Choe Myong-gwang              | Severní Korea                | 1:09,42 | 51.     | 1:13,39 | 43.     | 2:22,81          | +43,82           |
| | 4   | Henrik Kristoffersen          | Norsko                       | 47,72   | 1.      | DNF     | —       | —                | —                |
| | 27  | Naoki Juasa                   | Japonsko                     | 52,89   | 36.     | DNF     | —       | —                | —                |
| | 34  | Trevor Philp                  | Kanada                       | 49,95   | 25.     | DNF     | —       | —                | —                |
| | 37  | Nolan Kasper                  | Spojené státy americké       | 52,44   | 34.     | DNF     | —       | —                | —                |
| | 40  | Joaquim Salarich              | Španělsko                    | 52,07   | 33.     | DNF     | —       | —                | —                |
| | 45  | Matej Falat                   | Slovensko                    | 51,86   | 32.     | DNF     | —       | —                | —                |
| | 53  | Michał Jasiczek               | Polsko                       | 51,64   | 30.     | DNF     | —       | —                | —                |
| | 54  | Sam Maes                      | Belgie                       | 52,90   | 37.     | DNF     | —       | —                | —                |
| | 107 | Kang Song-il                  | Severní Korea                | 1:11,43 | 52.     | DNF     | —       | —                | —                |
| | 5   | Marcel Hirscher               | Rakousko                     | DNF     | —       | —       | —       | —                | —                |
| | 14  | Luca Aerni                    | Švýcarsko                    | DNF     | —       | —       | —       | —                | —                |
| | 18  | Jonathan Nordbotten           | Norsko                       | DNF     | —       | —       | —       | —                | —                |
| | 19  | Jean-Baptiste Grange          | Francie                      | DNF     | —       | —       | —       | —                | —                |
| | 23  | Linus Straßer                 | Německo                      | DNF     | —       | —       | —       | —                | —                |
| | 28  | Štefan Hadalin                | Slovinsko                    | DNF     | —       | —       | —       | —                | —                |
| | 30  | Matej Vidović                 | Chorvatsko                   | DNF     | —       | —       | —       | —                | —                |
| | 36  | Riccardo Tonetti              | Itálie                       | DNF     | —       | —       | —       | —                | —                |
| | 38  | Juan del Campo                | Španělsko                    | DNF     | —       | —       | —       | —                | —                |
| | 39  | Kamen Zlatkov                 | Bulharsko                    | DNF     | —       | —       | —       | —                | —                |
| | 42  | Žan Kranjec                   | Slovinsko                    | DNF     | —       | —       | —       | —                | —                |
| | 43  | Dalibor Šamšal                | Maďarsko                     | DNF     | —       | —       | —       | —                | —                |
| | 46  | Alex Vinatzer                 | Itálie                       | DNF     | —       | —       | —       | —                | —                |
| | 47  | Albert Popov                  | Bulharsko                    | DNF     | —       | —       | —       | —                | —                |
| | 48  | Filip Zubčić                  | Chorvatsko                   | DNF     | —       | —       | —       | —                | —                |
| | 50  | Ondřej Berndt                 | Česko                        | DNF     | —       | —       | —       | —                | —                |
| | 52  | Kristaps Zvejnieks            | Lotyšsko                     | DNF     | —       | —       | —       | —                | —                |
| | 55  | Adam Barwood                  | Nový Zéland                  | DNF     | —       | —       | —       | —                | —                |
| | 56  | Kai Alaerts                   | Belgie                       | DNF     | —       | —       | —       | —                | —                |
| | 58  | Emir Lokmić                   | Bosna a Hercegovina          | DNF     | —       | —       | —       | —                | —                |
| | 59  | Willis Feasey                 | Nový Zéland                  | DNF     | —       | —       | —       | —                | —                |
| | 60  | Filip Forejtek                | Česko                        | DNF     | —       | —       | —       | —                | —                |
| | 62  | Ioannis Antoniou              | Řecko                        | DNF     | —       | —       | —       | —                | —                |
| | 63  | Jan Zabystřan                 | Česko                        | DNF     | —       | —       | —       | —                | —                |
| | 64  | Ivan Kuzněcov                 | Olympijští sportovci z Ruska | DNF     | —       | —       | —       | —                | —                |
| | 65  | Itamar Biran                  | Izrael                       | DNF     | —       | —       | —       | —                | —                |
| | 66  | Dominic Demschar              | Austrálie                    | DNF     | —       | —       | —       | —                | —                |
| | 67  | Marko Vukićević               | Srbsko                       | DNF     | —       | —       | —       | —                | —                |
| | 68  | Patrick Brachner              | Ázerbájdžán                  | DNF     | —       | —       | —       | —                | —                |
| | 69  | Eldar Salihović               | Černá Hora                   | DNF     | —       | —       | —       | —                | —                |
| | 71  | Alexandru Barbu               | Rumunsko                     | DNF     | —       | —       | —       | —                | —                |
| | 72  | Antonio Ristevski             | Makedonie                    | DNF     | —       | —       | —       | —                | —                |
| | 73  | Marko Stevović                | Srbsko                       | DNF     | —       | —       | —       | —                | —                |
| | 75  | Tormis Laine                  | Estonsko                     | DNF     | —       | —       | —       | —                | —                |
| | 76  | Adam Lamhamedi                | Maroko                       | DNF     | —       | —       | —       | —                | —                |
| | 77  | Kim Dong-woo                  | Jižní Korea                  | DNF     | —       | —       | —       | —                | —                |
| | 79  | Kai Horwitz                   | Chile                        | DNF     | —       | —       | —       | —                | —                |
| | 80  | Igor Zakurdajev               | Kazachstán                   | DNF     | —       | —       | —       | —                | —                |
| | 82  | Michel Macedo                 | Brazílie                     | DNF     | —       | —       | —       | —                | —                |
| | 83  | Adam Kotzmann                 | Česko                        | DNF     | —       | —       | —       | —                | —                |
| | 84  | Casper Dyrbye Næsted          | Dánsko                       | DNF     | —       | —       | —       | —                | —                |
| | 86  | Matthieu Osch                 | Lucembursko                  | DNF     | —       | —       | —       | —                | —                |
| | 87  | Serdar Deniz                  | Turecko                      | DNF     | —       | —       | —       | —                | —                |
| | 90  | Rodolfo Dickson               | Mexiko                       | DNF     | —       | —       | —       | —                | —                |
| | 91  | Ivan Kovbasňuk                | Ukrajina                     | DNF     | —       | —       | —       | —                | —                |
| | 92  | Dinos Lefkaritis              | Kypr                         | DNF     | —       | —       | —       | —                | —                |
| | 96  | Connor Wilson                 | Jihoafrická republika        | DNF     | —       | —       | —       | —                | —                |
| | 97  | Komiljon Tuchtajev            | Uzbekistán                   | DNF     | —       | —       | —       | —                | —                |
| | 99  | Alessandro Mariotti           | San Marino                   | DNF     | —       | —       | —       | —                | —                |
| | 101 | Shannon-Ogbani Abeda          | Eritrea                      | DNF     | —       | —       | —       | —                | —                |
| | 102 | Jeffrey Webb                  | Malajsie                     | DNF     | —       | —       | —       | —                | —                |
| | 104 | Yohan Goutt Goncalves         | Východní Timor               | DNF     | —       | —       | —       | —                | —                |
| | 105 | Allen Behlok                  | Libanon                      | DNF     | —       | —       | —       | —                | —                |
| | 106 | Muhammad Karim                | Pákistán                     | DNF     | —       | —       | —       | —                | —                |
| | 70  | Sturla Snær Snorrason         | Island                       | DNS     | —       | —       | —       | —                | —                |
| | 93  | Nicola Zanon                  | Thajsko                      | DNS     | —       | —       | —       | —                | —                |
| P – pořadí, SČ – startovní číslo, DNS – závodník nenastoupil na start, DNF – nedojel do cíle, DSQ – diskvalifikován. |     |                               |                              |         |         |         |         |                  |                  |
| První kolo odstartovalo v 10.00 hodin (UTC+9) a druhé pak ve 13.30 hodin.                                            |     |                               |                              |         |         |         |         |                  |                  |